# Bogesunds slottskapell
Bogesunds slottskapell är ett kapell som tillhör Vaxholms församling i Stockholms stift. Kapellet är inrymt i Bogesunds slott i Vaxholms kommun. I kapellet ryms omkring 50 personer. Under sommaren hålls gudstjänster och konserter, men det kan även användas för barndop, bröllop eller begravningar. Kapellet är liksom slottet sedan 1949 ett lagskyddat byggnadsminne.

## Kapellet

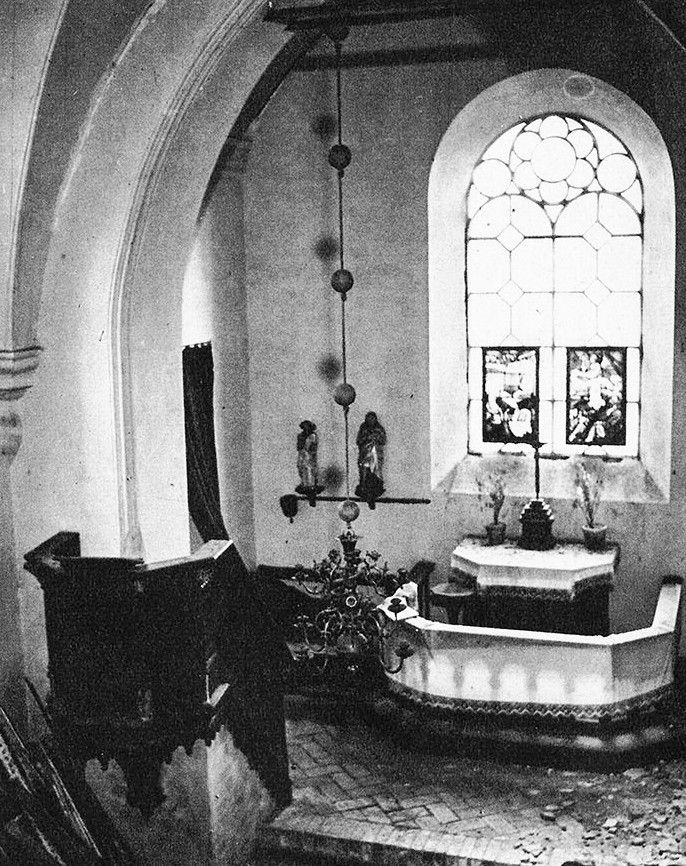
Kapellet i förfall 1946.

Troligen fanns ett tidigare kapell i Bogesunds slott som uppfördes på 1640-talet. Nuvarande kapell tillkom vid en omfattande till- och ombyggnad av slottet som pågick åren 1864-1867 när friherre Nils Albrekt von Lantingshausen von Höpken (1811-1868) var ägare. Vid ombyggnaden försågs slottet med fyra fyrkantiga torn - ett torn i varje hörn. 
Själva kapellet och ombyggnaden av slottet ritades av arkitekt Thor Medelplan och invigdes 1866. Kapellet är en östlig tillbyggnad från ett av tornens bottenvåning. Ovanför östgaveln sitter en klockstol där en kyrkklocka hänger. Slottet och kapellet utsattes för vanvård under många år men båda håller på att upprustas genom nuvarande ägaren Statens fastighetsverk.
Kapellet gestaltades i nygotiskt stil och under kapellet anordnades ett gravvalv, utsprängt i klippan, där kvarlevorna av släkten von Lantingshausen von Höpken förvarades i enkla kistor ända fram till 1967. Över porten till gravvalvet finns en inskription som lyder: Bort dör din Hjord – Bort dö dina Fränder – Och sjelf dör du äfven – Men Ryktet aldrig – Skall dö för den – Som ett godt förvärfvat.

## Inventarier
- I kapellet finns medeltida träskulpturer.
- En takkrona i malm är deponerad av Nordiska museet. Takkronan har sitt ursprung i Bogesunds slott.

### Webbkällor
- Stockholms stift